# John Coates (Jurist)

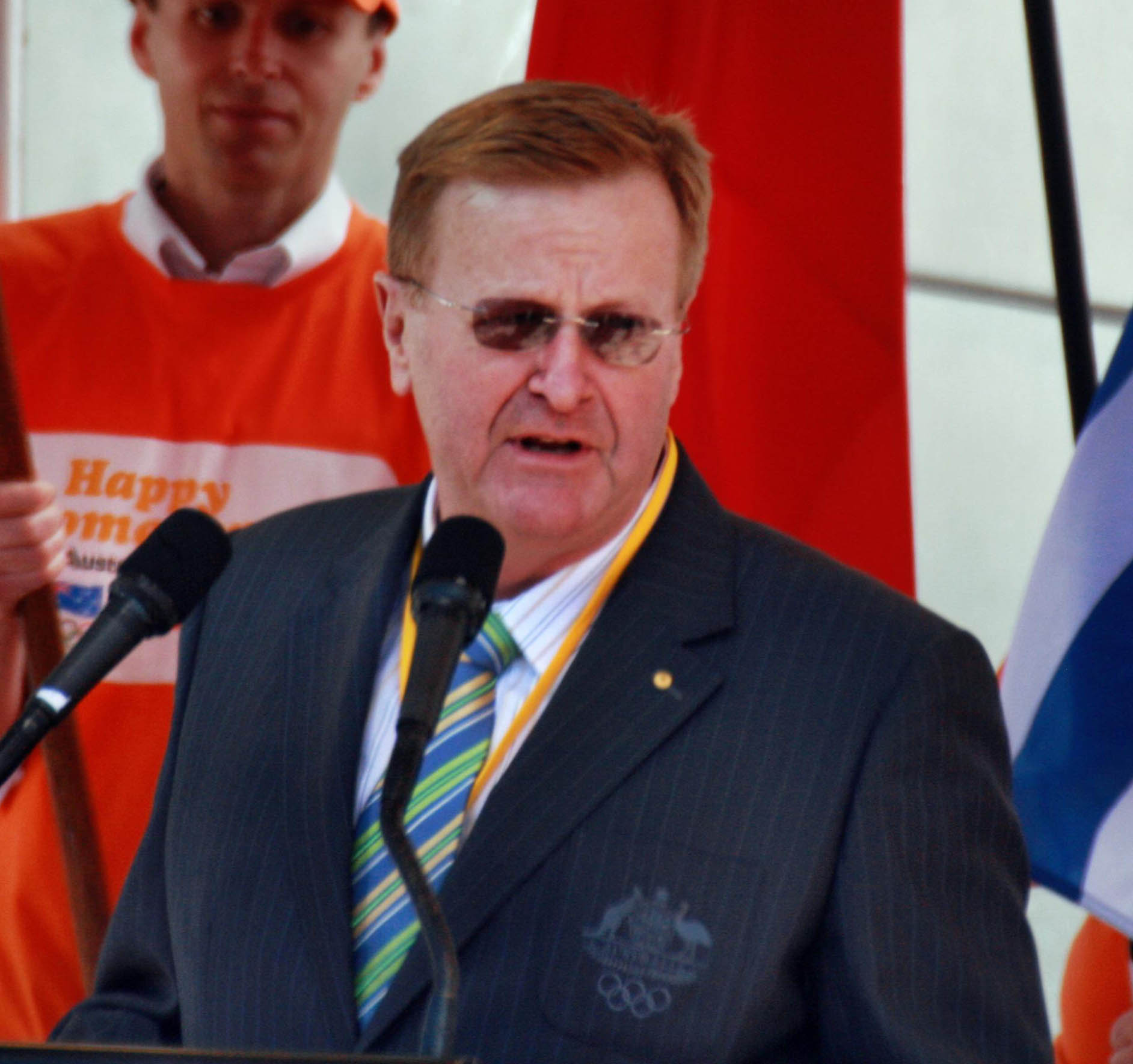
Chef de Mission John Coates bei der Rückkehrfeier von den Olympischen Sommerspielen 2008 in Peking

John Dowling Coates (* 7. Mai 1950 in Sydney) ist ein australischer Jurist, Sportfunktionär und seit 2011 Präsident des Internationalen Sportgerichtshofes (CAS).

## Allgemeines
John Coates studierte an der University of Sydney und machte seinen Bachelor in Rechtswissenschaften und qualifizierte sich damit für die Laufbahn eines Solicitors. Sportlich aktiv war er als Ruderer und startete für den Sydney Rowing Club. 

## Ämter in Sportverbänden
Von 1983 bis 1988 war Coates Präsident bzw. Vorsitzender des australischen Ruderverbandes. Schon vorher, 1981, wurde er Mitglied des Australian Olympic Committee. Von 1985 bis 1990 war er Vizepräsident, seit 1990 ist er Präsident des australischen NOKs. Als Chef de Mission begleitete er die australischen Olympiamannschaften zu den Sommerspielen von Seoul 1988, Barcelona 1992, Atlanta 1996, Sydney 2000, Athen 2004 und Peking 2008.
1994 wurde er Mitglied des Internationalen Sportgerichtshofes (CAS). 1995 wurde er Vizepräsident, um dann ab 2011 als Präsident zu fungieren.

## Tätigkeiten innerhalb des IOC
Coates wurde 2001 zum IOC-Mitglied gewählt. Seit 2013 ist er Vizepräsident des IOC. Seitdem war er zugleich Vorsitzender der Koordinationskommission für die 32. Olympischen Sommerspiele 2020 in Tokio. 

## Auszeichnungen
- 1989: Member of the Order of Australia
- 1995: Officer of the Order of Australia (AO)
- 2000: Olympischer Orden in Gold
- 2000: Ehrenmedaille des Weltruderverbandes FISA
- 2006: Companion of the Order of Australia (AC)